# Nifedipina
La nifedipina è un farmaco antiipertensivo appartenente alla classe farmacologica dei calcio antagonisti e alla classe chimica delle 1-4 diidropiridine. Simile alla nicardipina, è il principio attivo di indicazione specifica contro l'ipertensione. Il farmaco ha una influenza maggiore rispetto agli altri calcioantagonisti sulla dilatazione delle arterie, per questo motivo nifedipina risulta consigliata per il trattamento di breve durata contro alcuni tipi di angina e in particolare nell'angina pectoris vasospastica (o angina di Prinzmetal). In Italia il farmaco è venduto dalla società farmaceutica Bayer con il nome commerciale Adalat. Essendo scaduto da tempo il brevetto nifedipina è venduta anche come medicinale equivalente da numerose altre società farmaceutiche. È disponibile nella forma farmaceutica di capsule molli, soluzione per gocce orali e compresse a rilascio modificato. Quest'ultima formulazione prevede la presenza di un foro eseguito nella membrana della compressa stessa con tecnologia laser: questo foro che ruotando la compressa risulta visibile come un piccolo punto di colore bruno in alcune particolari posizioni, consente un rilascio controllato e costante del principio attivo, tra l'altro con benefici sia nel trattamento dell'ipertensione sia dell'angina pectoris.

## Farmacodinamica
Nifedipina è un calcio-antagonista appartenente alla classe delle 1,4 - diidropiridine. La molecola differisce da altri calcio antagonisti (ad esempio la nimodipina) per la sua particolare attività sulle cellule muscolari lisce delle arterie coronarie così come su quelle dei vasi di resistenza periferici. Legandosi ai canali del Ca++ lenti della membrana plasmatica nifedipina blocca l'afflusso transmembrana del catione all'interno della cellula. Grazie a questa sua azione nifedipina dilata le arterie coronarie riducendone il tono della muscolatura liscia vascolare prevenendone il vasospasmo. l risultato finale è l'aumento del flusso ematico nei segmenti stenotici e il conseguente incremento d'apporto di ossigeno. Nifedipina inoltre riduce il tono della muscolatura liscia vascolare delle arteriole periferiche, riducendo così le resistenze periferiche, e, quindi, la pressione arteriosa. La riduzione delle resistenze periferiche (postcarico) comporta una riduzione della richiesta di O2 del miocardio. Il farmaco ha dimostrato di aumentare l'escrezione di sodio e acqua sia nell'utilizzo a breve termine sia in quello a lungo termine. Inoltre è anche in grado di prevenire lo sviluppo di nuove lesioni aterosclerotiche a carico delle coronarie.

## Farmacocinetica
Dopo somministrazione orale nifedipina viene ampiamente assorbita dal tratto gastrointestinale. La quota di farmaco assorbito è superiore al 90%. Il farmaco subisce un intenso effetto di primo passaggio a carico del fegato il che si traduce in una biodisponibilità compresa tra il 50% e il 77%. La concentrazione plasmatica massima (Cmax) è pari a circa 60 ng/mL e la Tmax è di circa 5,5 ore. Il tempo di dimezzamento (T½) è intorno alle 9-10 ore. Nifedipina si lega alle proteine plasmatiche per il 95%, particolarmente all'albumina. Nifedipina viene metabolizzata nel fegato e a livello della parete intestinale attraverso processi ossidativi che danno luogo a metaboliti farmacologicamente inattivi. Il metabolismo epatico vede il coinvolgimento del sistema del citocromo P-450. Il farmaco viene escreto nei suoi metaboliti soprattutto per via renale e, per una piccola quota non superiore al 5-15%, attraverso la bile con le feci. Nelle urine è possibile ritrovare il principio attivo immodificato soltanto in tracce. I soggetti affetti da cirrosi epatica mostrano una biodisponibilità superiore a quella dei soggetti sani. L'insufficienza renale non sembra invece alterare in modo significativo il profilo farmacocinetico della nifedipina.

## Usi clinici
Nifedipina è utilizzata come medicinale in cardiologia nella cardiopatia ischemica e soprattutto nel trattamento dell'ipertensione arteriosa. Il farmaco si è dimostrato valido nel trattamento di alcune forme di angina pectoris, e del fenomeno di Raynaud. Un'altra indicazione è costituita dalla terapia della minaccia di parto prematuro (tocolisi). In letteratura esistono anche studi che evidenziano l'efficacia di nifedipina nella profilassi e nella terapia dell'edema polmonare acuto da alta quota. In piccole dosi utilizzato anche nel trattamento di ragadi intestinali.

## Controindicazioni
Il farmaco è controindicato nei soggetti con ipersensibilità nota al principio attivo. Ne va evitato l'utilizzo anche in caso di shock cardiogeno e nelle donne in stato di gravidanza o che allattino al seno. In gravidanza una eccezione d'utilizzo è rappresentata dalle situazioni di emergenza ipertensiva, come ad esempio in caso di eclampsia, sotto la responsabilità e lo stretto controllo del medico, oppure in caso di minaccia di parto prematuro.

## Effetti indesiderati
Alcuni degli effetti indesiderati sono letargia, cefalea, edema, vertigini, nausea, tachicardia, palpitazioni, vampate, impotenza, ginecomastia, pollachiuria, diarrea, mialgia, dolore oculare, gengivopatia ipertrofica-iperplastica.

## Dosi terapeutiche
- Trattamento dell'ipertensione: 20 mg di nifedipina (una capsula) 2 volte al dì, in genere mattino e sera. Se si utilizzano compresse a rilascio controllato (RC) il dosaggio usuale è di 30 mg una volta al dì.

In alcuni casi può essere necessario incrementare gradualmente la dose, in base alla risposta individuale, fino a un dosaggio massimo di 120 mg/die quando si utilizzano le capsule e di 60 mg una volta al giorno per le compresse RC.
- Trattamento dell'angina pectoris stabile: 20 mg di nifedipina (una capsula) 2 volte al dì oppure nifedipina 30 mg nella forma di compresse a rilascio controllato (RC) una volta al dì. Anche in questo caso il dosaggio può essere gradualmente aumentato fino a un dosaggio massimo di 120 mg/die.
- Trattamento del fenomeno di Raynaud: 5 mg 3 volte al giorno, fino a un dosaggio massimo di 20 mg 3 volte al giorno.
- Trattamento della minaccia di parto prematuro: 10 mg ogni 15 minuti per la prima ora fino alla cessazione delle contrazioni. A seguire 60–160 mg al giorno in relazione alle eventuali ulteriori contrazioni uterine.

## Sovradosaggio
Nei soggetti con grave intossicazione da nifedipina è possibile verificare la presenza di alterazioni dello stato di coscienza che possono giungere fino al coma, marcata ipotensione arteriosa, alterazioni del ritmo cardiaco (bradicardia oppure tachicardia), iperglicemia, acidosi metabolica, shock cardiogeno ed edema polmonare.

## Interazioni
Il paziente deve essere avvisato che è bene assumere nifedipina a stomaco vuoto e che la contemporanea assunzione di succo di pompelmo interferisce con il metabolismo ossidativo della nifedipina, inibendolo. Ne consegue un aumento della concentrazione plasmatica del farmaco con possibile maggiore effetto antiipertensivo. Verosimilmente alla base di tale interazione sono coinvolti diversi possibili meccanismi, compresa una riduzione di attività dell'isoenzima CYP3A4.